# 猪高緑地

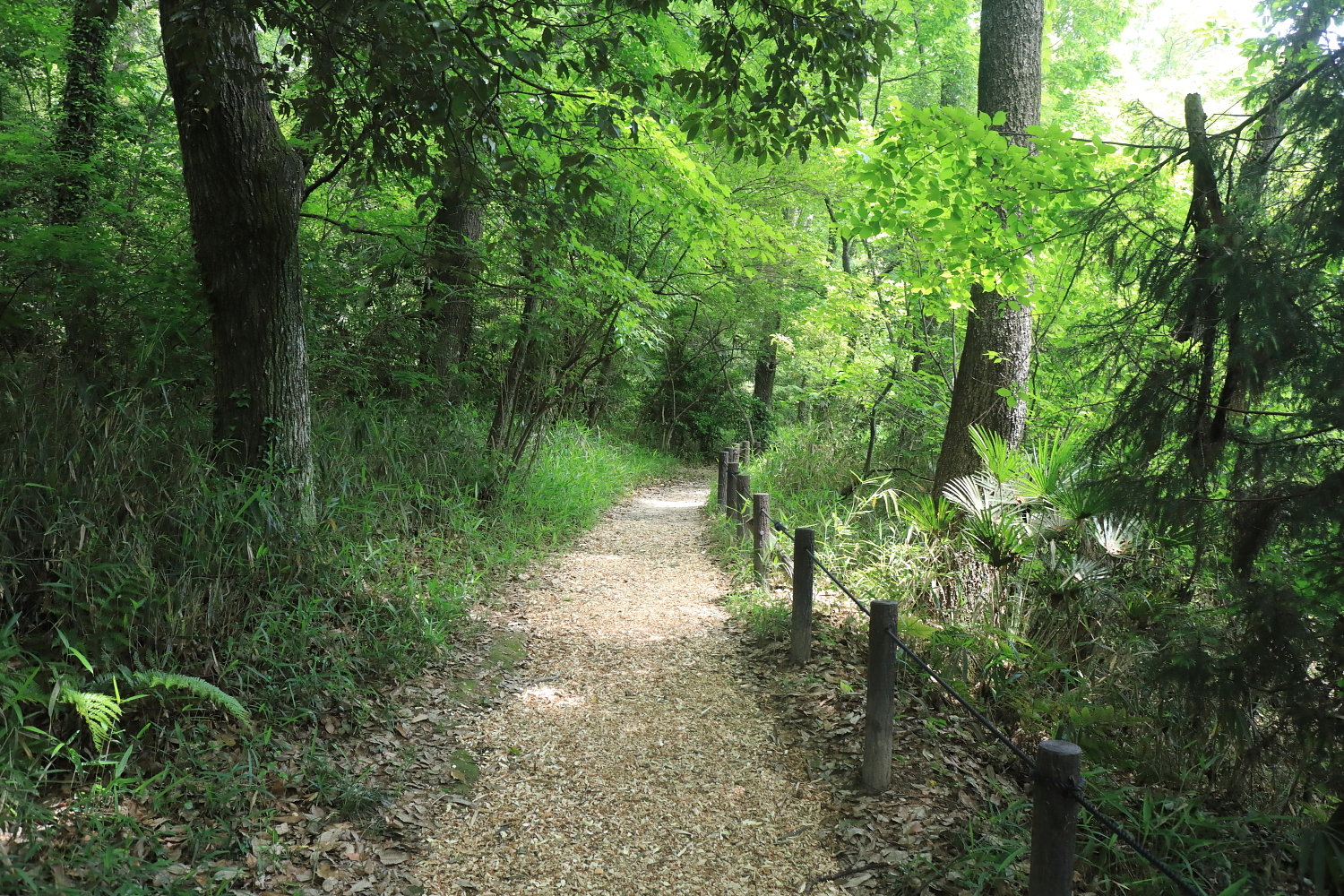
散策路 （2021年（令和3年）5月）
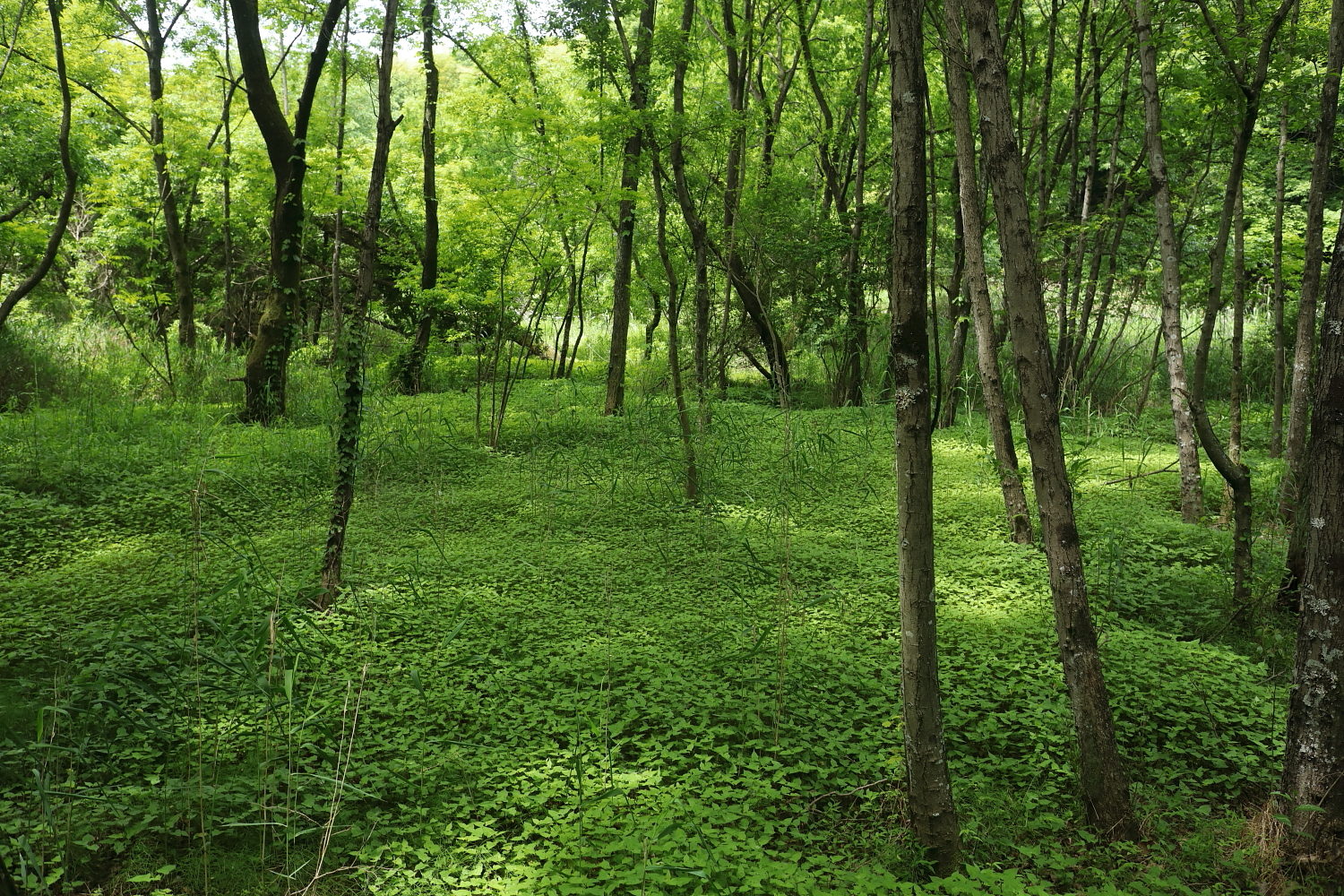
ハンノキ湿地 （2021年（令和3年）5月）
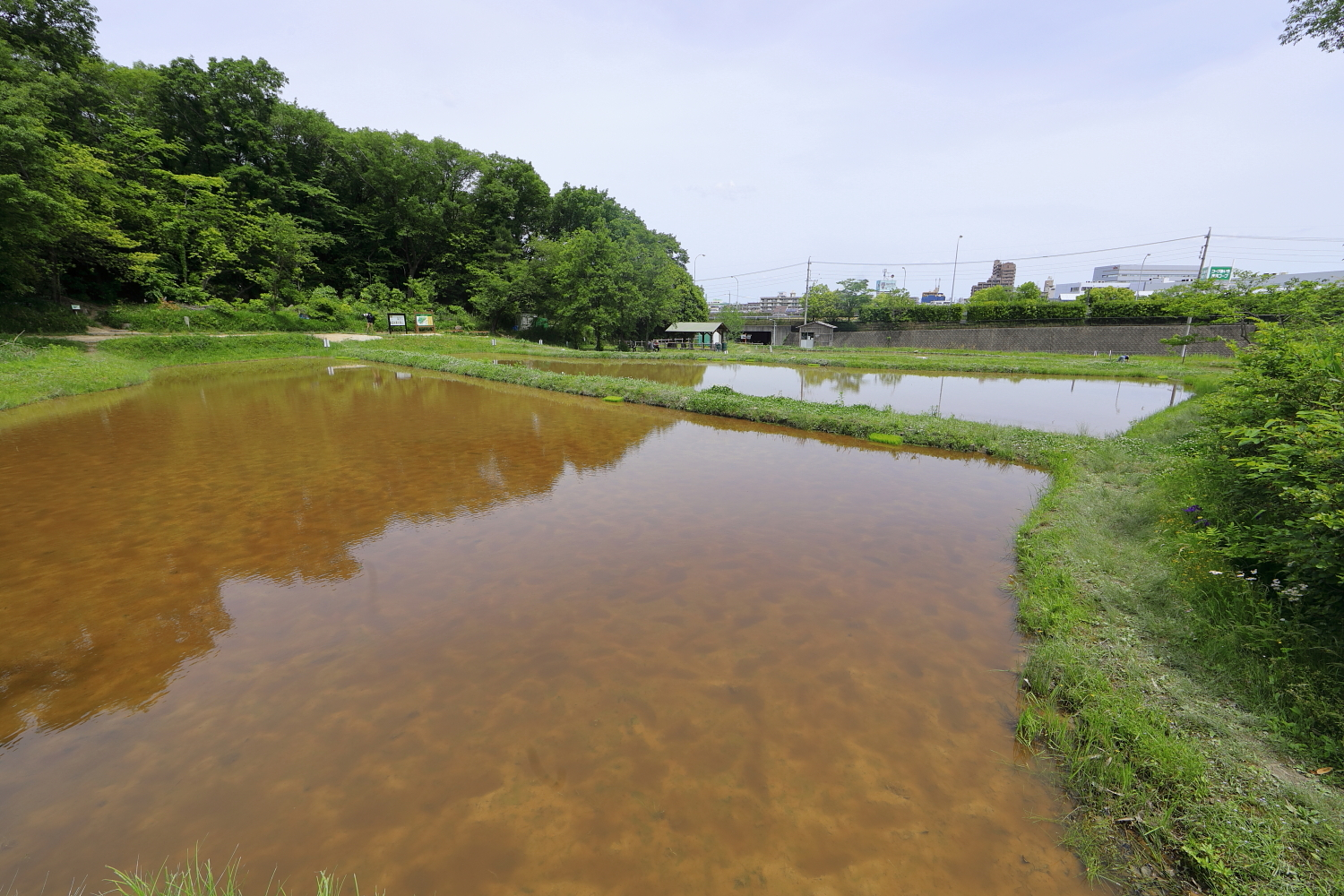
井堀の棚田 （2021年（令和3年）5月）
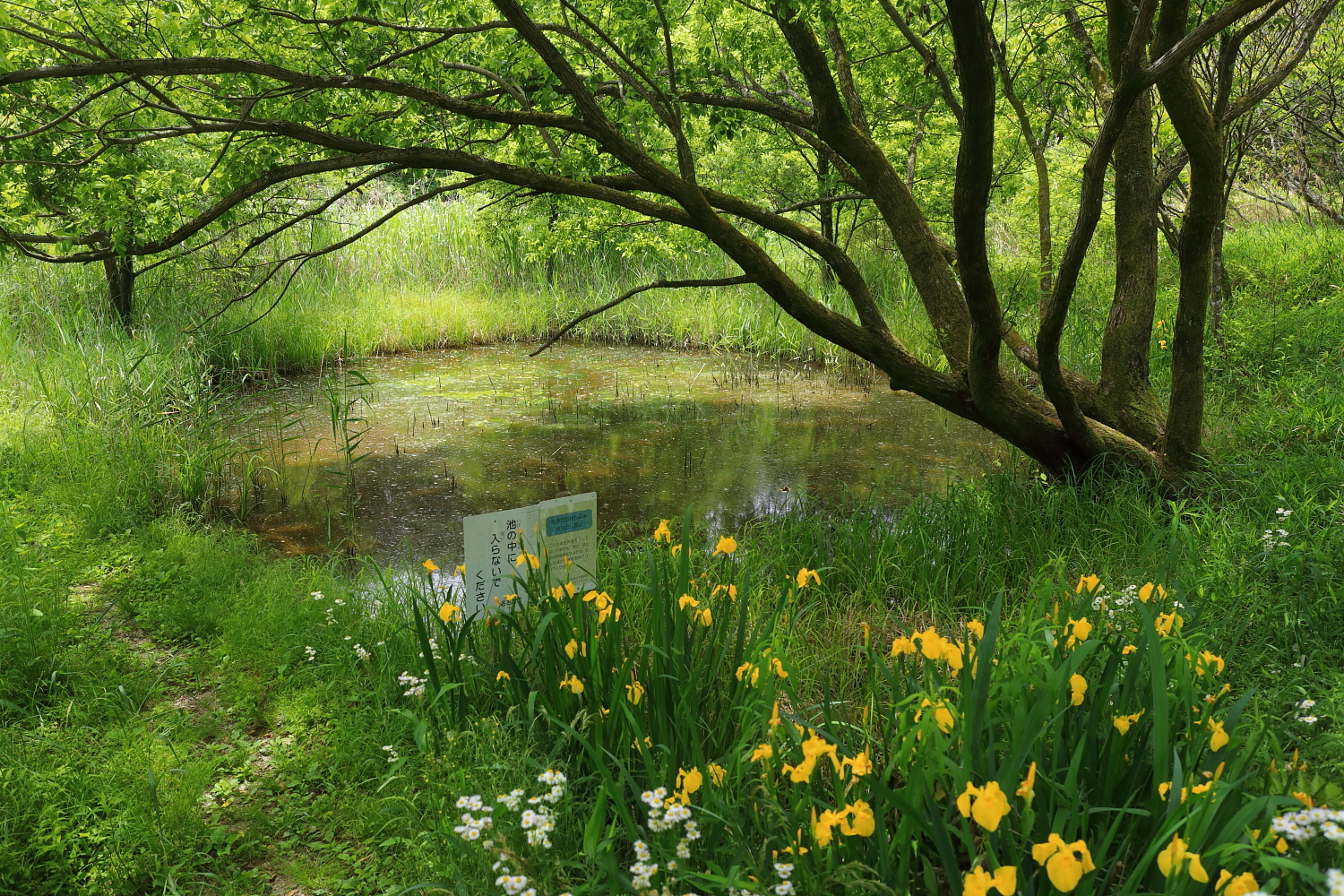
沼地 （2021年（令和3年）5月）
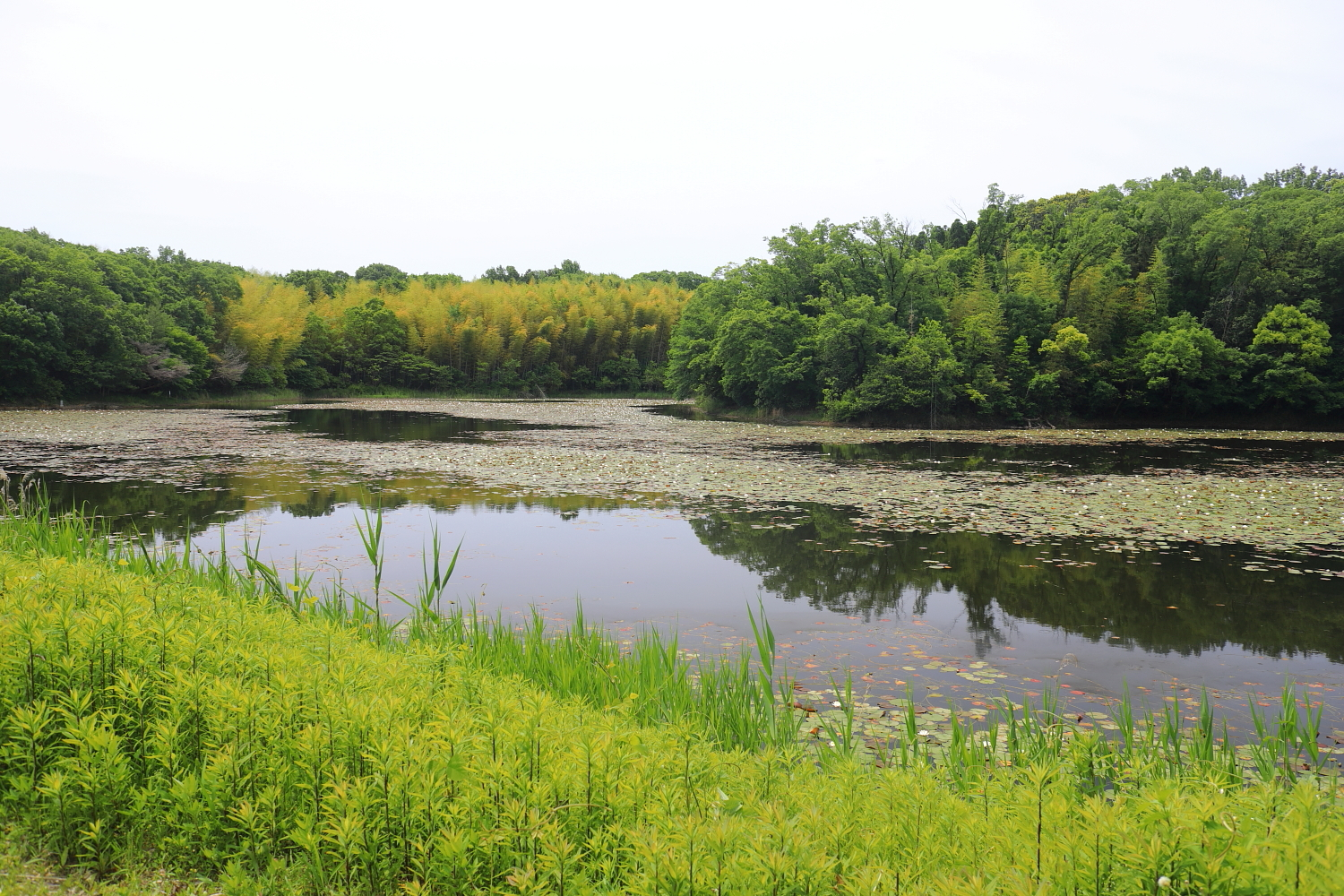
塚ノ杁池 （2021年（令和3年）5月）
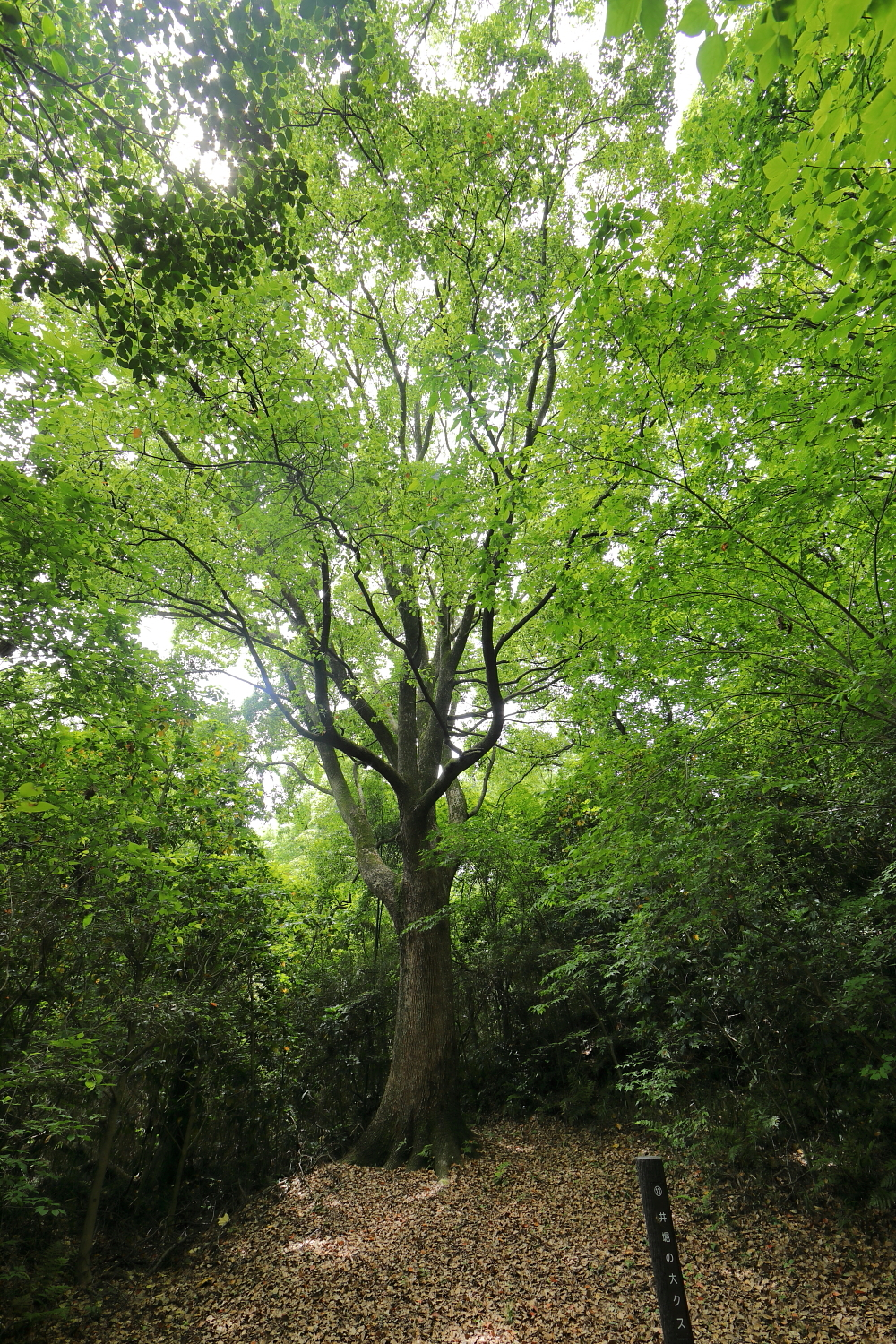
井堀の大楠 （2021年（令和3年）5月）
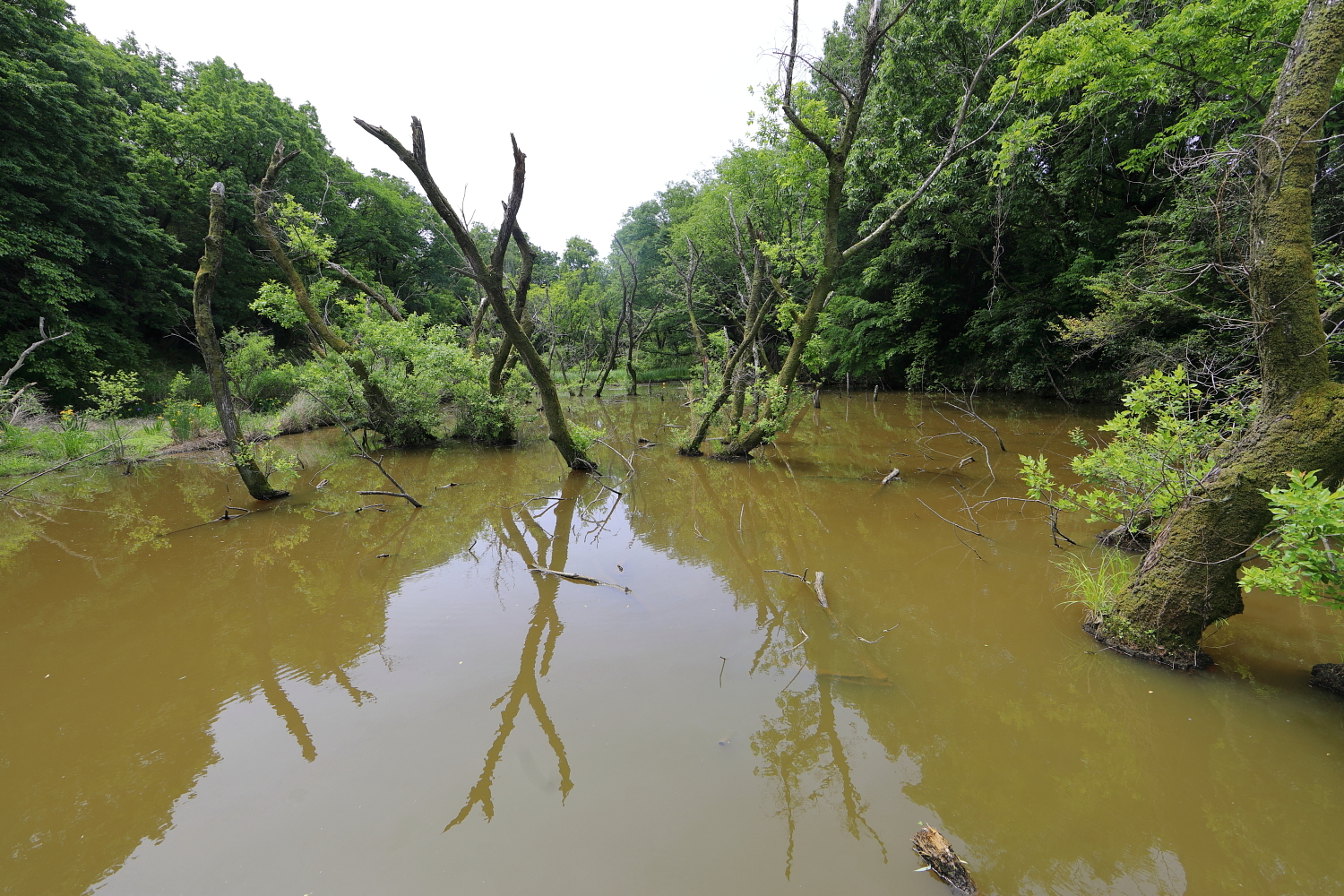
こもれび池 （2021年（令和3年）5月）

猪高緑地（いたかりょくち）は、愛知県名古屋市名東区にある総面積66.2 haの総合公園。いたかの森という名称でも呼ばれる。緑地そのものは東隣の長久手市にまたがり、長久手市側では都市公園のほとぎの里緑地として整備されている。本稿では必要に応じて「ほとぎの里緑地」の範囲を含めて記述する。
なお、猪高緑地（いたかの森）という名称は、旧愛知郡猪高村に由来する。

## 歴史

### 里山としての歴史
元々この一帯は尾張丘陵と呼ばれる丘陵地であり、田畑のほかは雑木林が広がっていた。行政的には愛知郡猪高村に含まれていた。
名古屋市は周辺市町村との合併による市域拡大を視野に入れており、それを見越して公園等の整備を伴う都市計画を行っていた。1955年（昭和30年）に猪高村が名古屋市に編入されると、合併から約3年後の1958年（昭和33年）2月15日、都市計画緑地に追加される形で猪高緑地が整備されることとなった。その後、1965年（昭和40年）1月27日・同8月28日・1977年（昭和52年）1月17日に一部削除ならびに追加を行う形で整備されていった。
1995年（平成7年）1月17日の阪神・淡路大震災を契機に、猪高緑地は広域避難場所に指定された。

### 保全活動など
1998年（平成10年）10月には名東自然倶楽部が設立され、猪高緑地の保全活動や自然散策会などを実施している。
2000年（平成12年）から2001年（平成13年）にかけて、森林の整備や棚田の復元が行われた。2001年（平成13年）から、名古屋市は市民と協働で森の再生を目指す「オアシスの森づくり事業」を実施しており、猪高緑地、千種区などの東山公園、緑区の細根公園などが対象地域となった。2003年（平成15年）時点で、名古屋市において棚田と呼べる水田は猪高緑地のもののみだった。計約2000平方メートルの棚田があり、2003年（平成15年）時点では12枚で稲作が行われていた。
なお、猪高緑地に続く山林自体は日進市の椙山女学園大学日進キャンパスのあたりまで続いていた。その後の宅地造成（愛・地球博ながくて南駐車場の整備も含む）に伴い、長久手市の卯塚緑地（墓園）のあたりと椙山女学園大学の敷地内にごくわずかに残る雑木林を除き、2000年代前半には跡形もなく消滅した。なお、本緑地の長久手市側に残った山林は2013年（平成25年）5月にほとぎの里緑地として整備・開設された。
名東市民倶楽部による「都会の中の里山環境再生と市民活動」が評価され、2006年度（平成18年度）には国土交通省の手づくり郷土賞（地域活動部門）を受賞した。
猪高緑地の東側の長久手市域にはもともと人家がほとんどなく、雑木林や田畑ばかりが広がる丘陵地だった。1998年度（平成10年度）から2014年度（平成26年度）には約98.2ヘクタールの長湫南部土地区画整理事業が行われ、約1900戸、住民約5000人の住宅地が形成された。

### 飛鳥時代の窯跡
緑地の東麓（長久手市側）では平成時代中期に長湫南部土地区画整理事業に伴う行政発掘調査が行われた。その結果、飛鳥時代の窯跡（丁子田１号窯、市ケ洞１号窯）と大甕を含んだ須恵器が発見された。この須恵器には「瓫五十戸（ほとぎのさと）」と刻銘されたものがあり、この出土地の当時の地名であると考えられている。また、奈良県明日香村の石神遺跡（飛鳥浄御原宮のやや北）から出土した須恵器の壺にも「瓫五十戸」と刻まれており、貢納物として飛鳥まで運ばれた可能性が指摘されている。2013年（平成25年）年1月31日に出土した須恵器10点が長久手市の文化財に指定された（有形）。

## 自然
緑地内は名古屋市内とは思えないくらい鬱蒼と木々や竹が生い茂り、昼間も薄暗い。森林を散策する際はハチ（アシナガバチ、スズメバチ）やマムシなどに注意する必要がある。

## 主な施設

### 猪高緑地（名古屋市）
- 井堀の棚田
- テニスコート（２面）
- アーチェリー場

※ かつて塚ノ杁池の前に名古屋市名東プールが存在した（2010年（平成22年）度限りで閉鎖）。現在プールの受付の建物は「森の集会所」に、プールの跡地は駐車場になっている。

### ほとぎの里緑地（長久手市）
- ほとぎの里交流館
- 森の広場
- 展望デッキ[注 4]

## ギャラリー

### 猪高緑地
- 散策路
（2021年（令和3年）5月）
- ハンノキ湿地
（2021年（令和3年）5月）
- 井堀の棚田
（2021年（令和3年）5月）
- 沼地
（2021年（令和3年）5月）
- 塚ノ杁池
（2021年（令和3年）5月）
- 井堀の大楠
（2021年（令和3年）5月）
- こもれび池
（2021年（令和3年）5月）

### 猪高緑地・ほとぎの里緑地

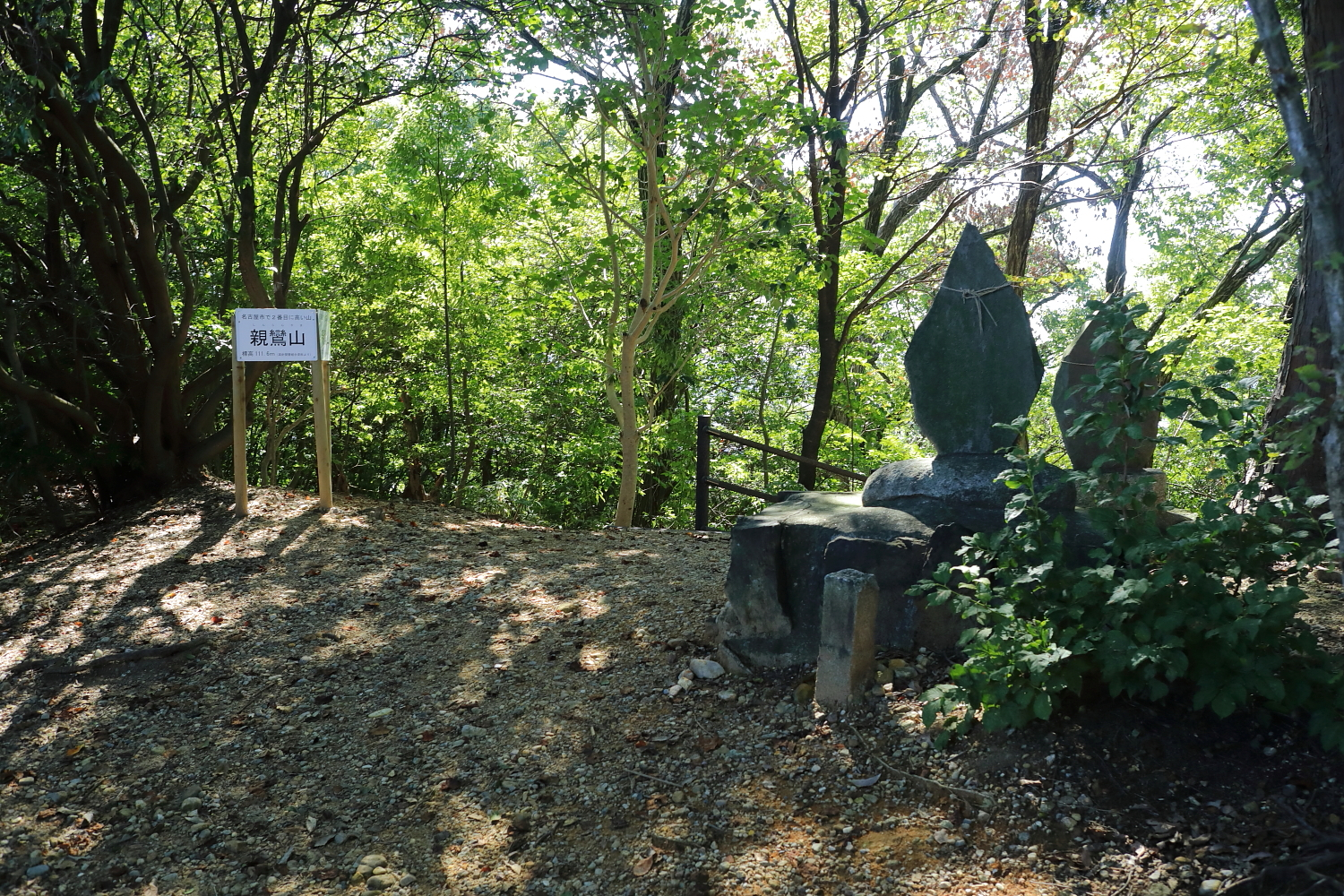
親鸞山山頂付近 （2021年（令和3年）10月）
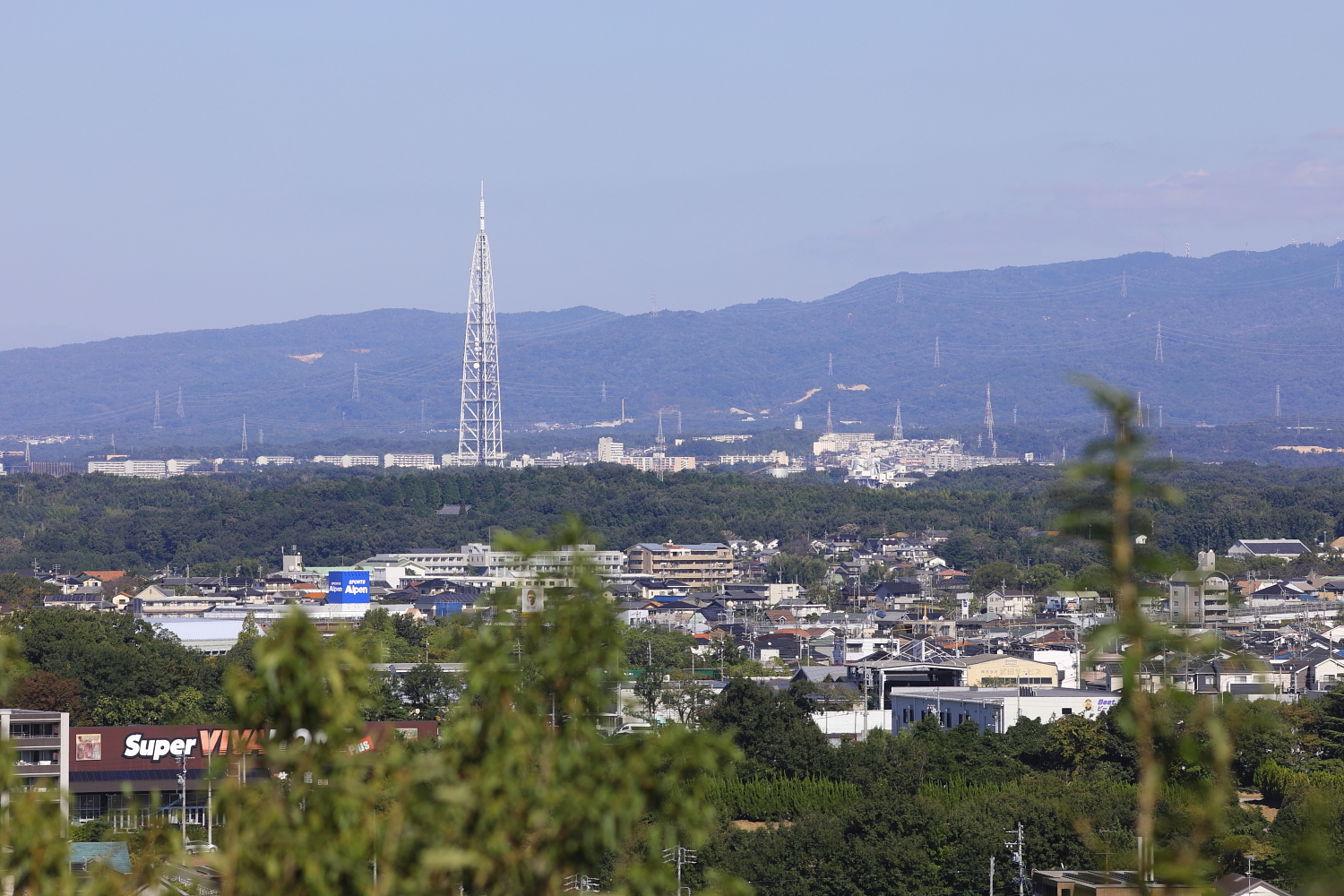
展望デッキからの眺望 （瀬戸デジタルタワー） （2021年（令和3年）10月）
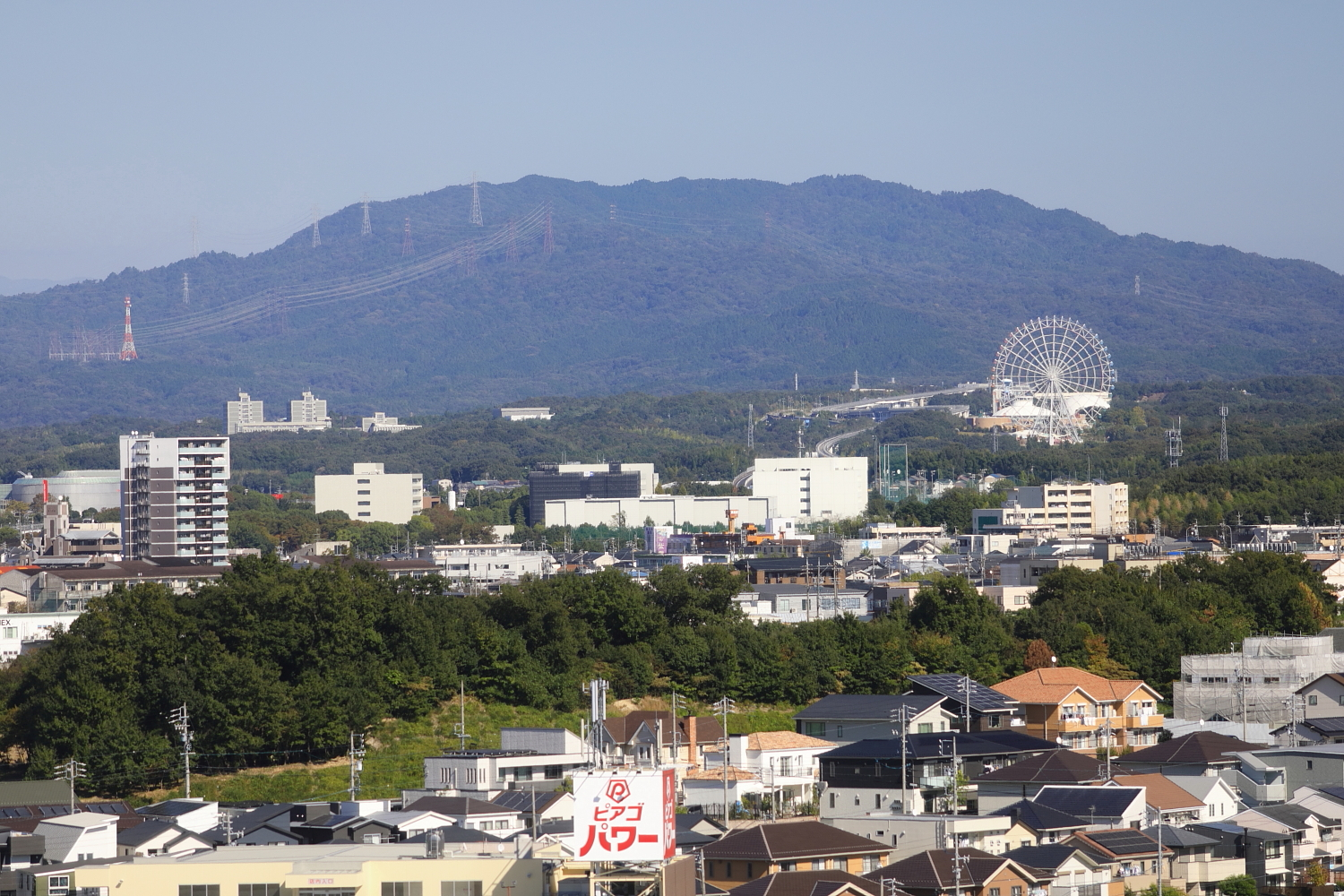
展望デッキからの眺望 （猿投山） （2021年（令和3年）10月）
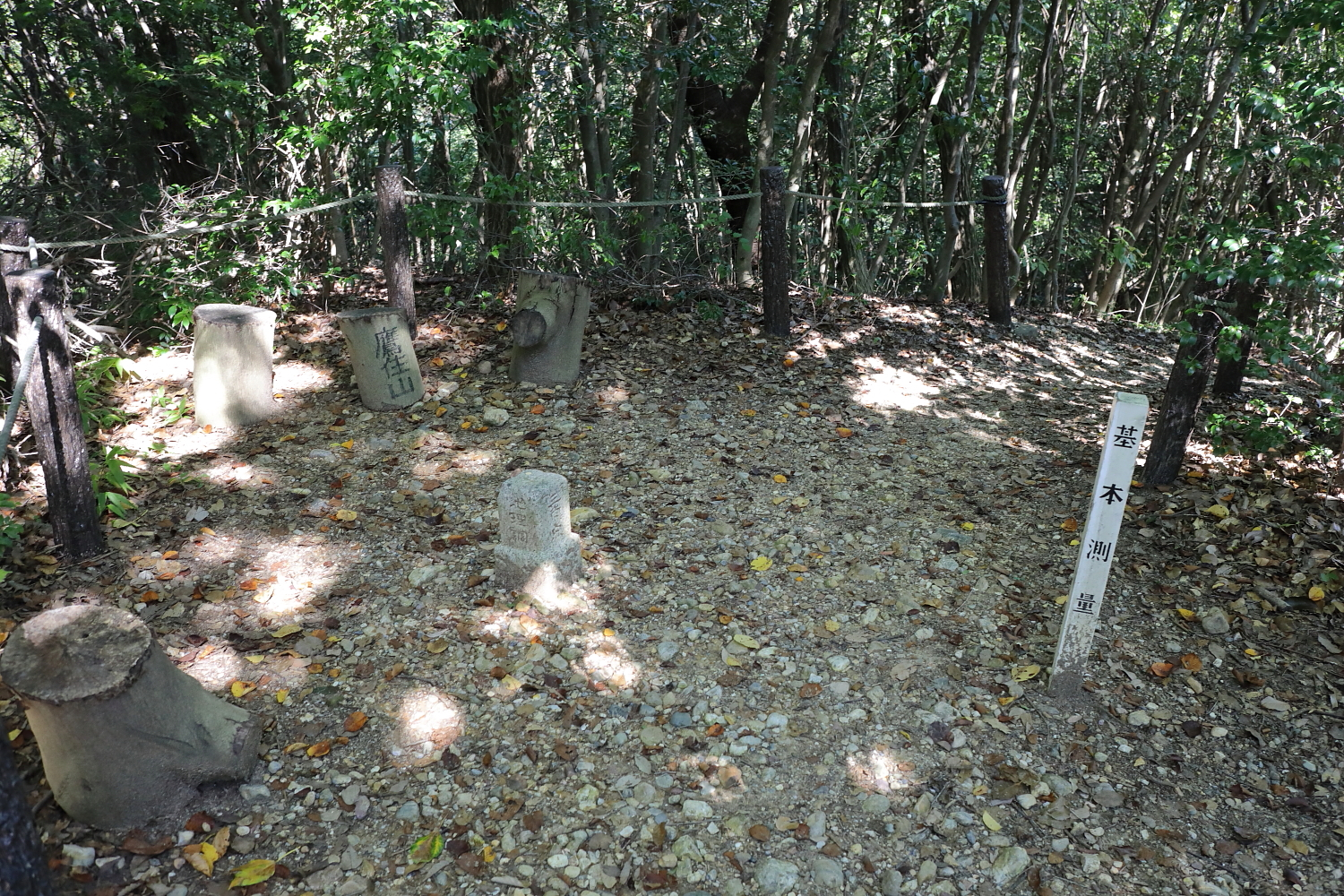
鷹住山山頂付近 （2021年（令和3年）10月）
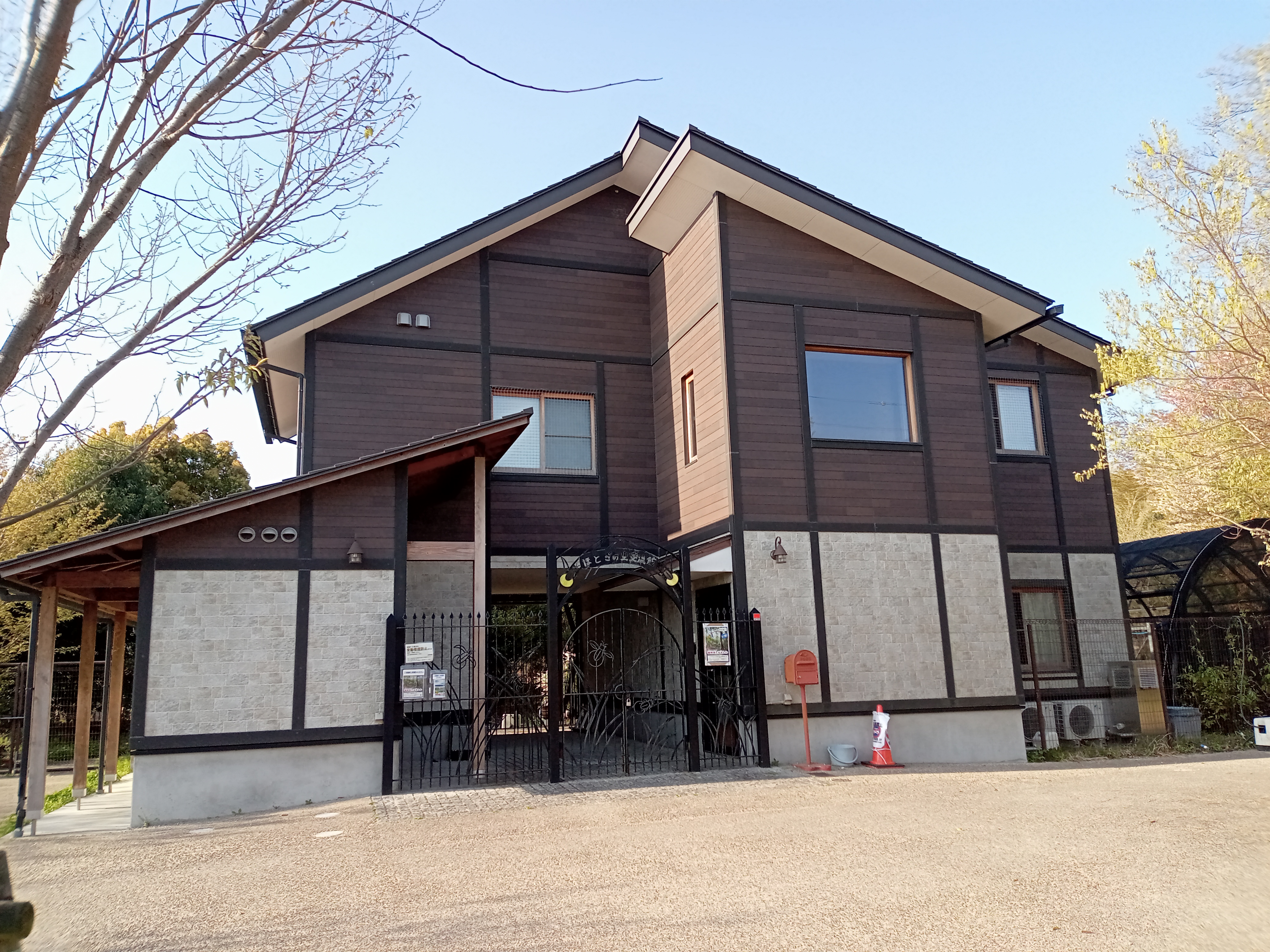
ほとぎの里交流館 （2022年（令和4年）4月）

## 周辺
先述の通り緑地自体は名古屋市名東区と長久手市にまたがるが、南入口は日進市にもほど近い。

### 名古屋市名東区
- 東名高速道路 名古屋インターチェンジ
  - 名古屋第二環状自動車道 本郷インターチェンジ
- 名古屋市立上社中学校
- 名古屋法務局 名東出張所
- 東海コープ本部
  - コープあいち本部
- 名古屋市障害者スポーツセンター
- 名古屋市厚生院
- 名古屋市名東スポーツセンター
- 名古屋市立高針台中学校
- 名古屋市立名東高等学校
- 名東区生涯学習センター

### 長久手市
- 長久手市立市が洞小学校
- 愛知警察署 長久手南交番
- 愛知淑徳大学 長久手キャンパス
- 食の殿堂ユーストア・ピアゴパワー 長久手南店
- マックスバリュ 長久手店
- 日東工業本社
- 愛知保健看護大学校（専門学校）[注 5]
  - もりのようちえん[注 5]
  - 愛知たいようの杜（介護福祉施設）[注 5]

### 日進市
- 日進市立日進北中学校
- 日進市立竹の山小学校
- 椙山女学園大学 日進キャンパス

## 交通アクセス

### 名古屋市営バス
- 名古屋市営地下鉄東山線 本郷駅より
  - 名古屋市営バス：幹本郷1号系統に乗車、「障害者スポーツセンター」バス停または「猪高緑地南」バス停で下車[注 6]。

### 名鉄バス
- 名古屋市営地下鉄東山線・愛知高速交通東部丘陵線（リニモ） 藤が丘駅より
  - 名鉄バス：星ヶ丘行・愛知淑徳大学行・愛知学院大学行（長久手住宅・竹の山北経由）に乗車、「井堀南」バス停で下車、徒歩で約5分。
  - 名鉄バス：トヨタ博物館前行に乗車、「長久手住宅」バス停で下車、徒歩で約10分。

### その他
愛知高速交通東部丘陵線（リニモ）杁ヶ池公園駅よりN-バス（長久手市コミュニティバス）中央線に乗車、「市が洞」バス停で下車すると長湫南部公園（長久手市側からの入口）に近い。
なお、自家用車で訪れる場合、名古屋市側には専用駐車場（かつて名東プールがあった場所）があるが、長久手市側には専用駐車場がないので注意が必要である。